# Liste der Auslandsvertretungen der Republik Moldau

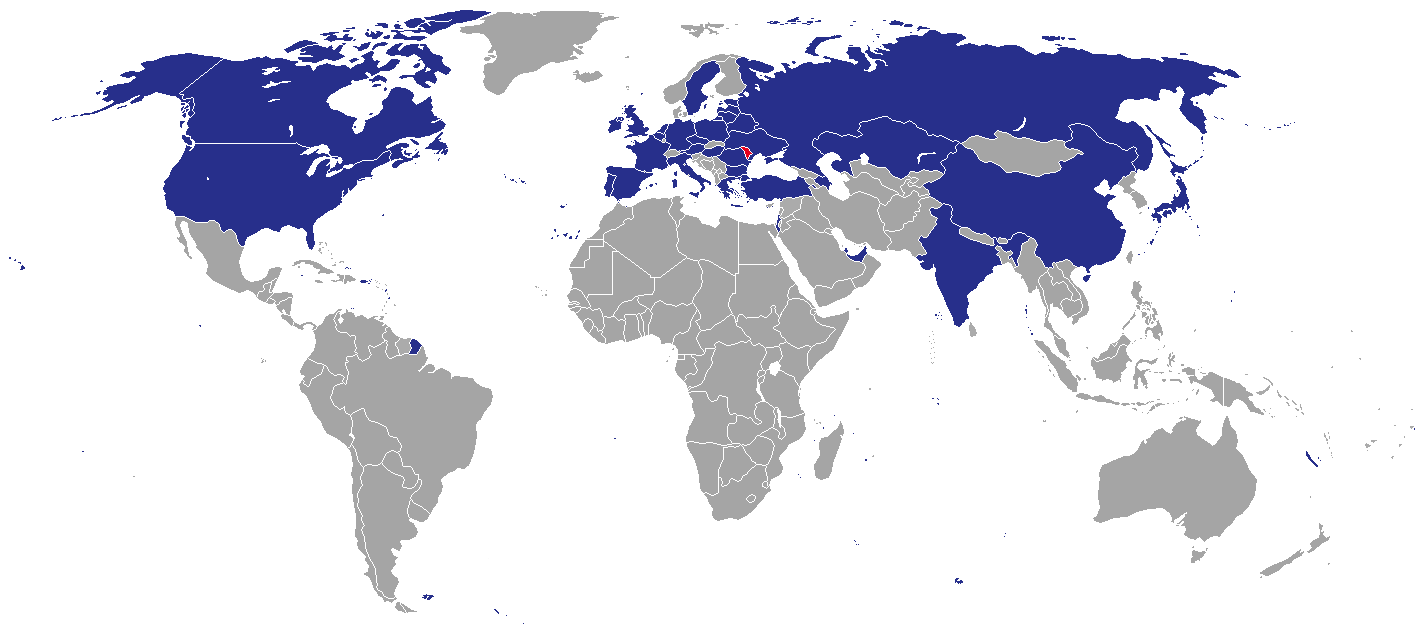
Standorte der diplomatischen Vertretungen der Republik Moldau

Dies ist eine Liste der diplomatischen Vertretungen der Republik Moldau.

## Diplomatische Vertretungen

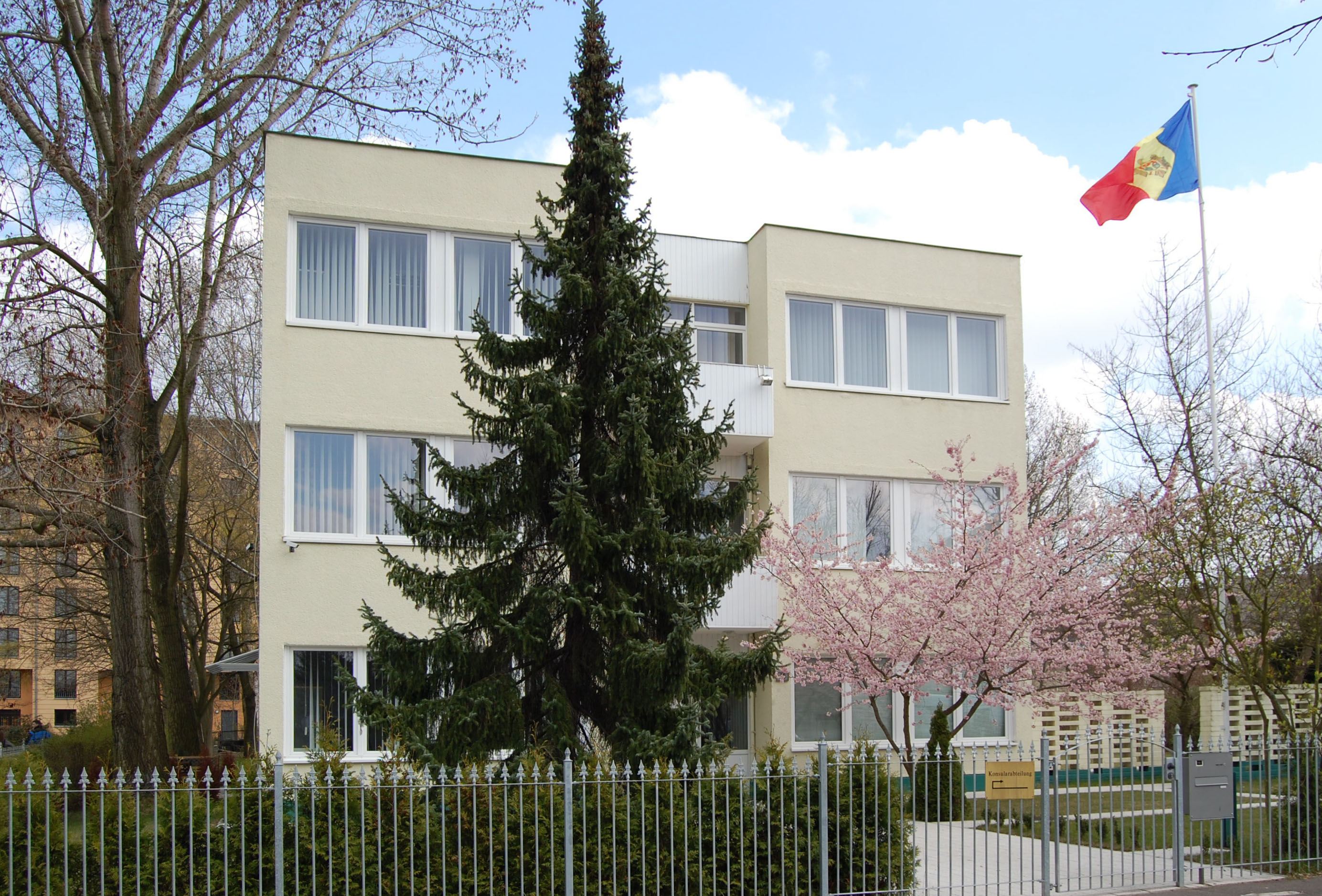
Botschaft Moldaus in Berlin

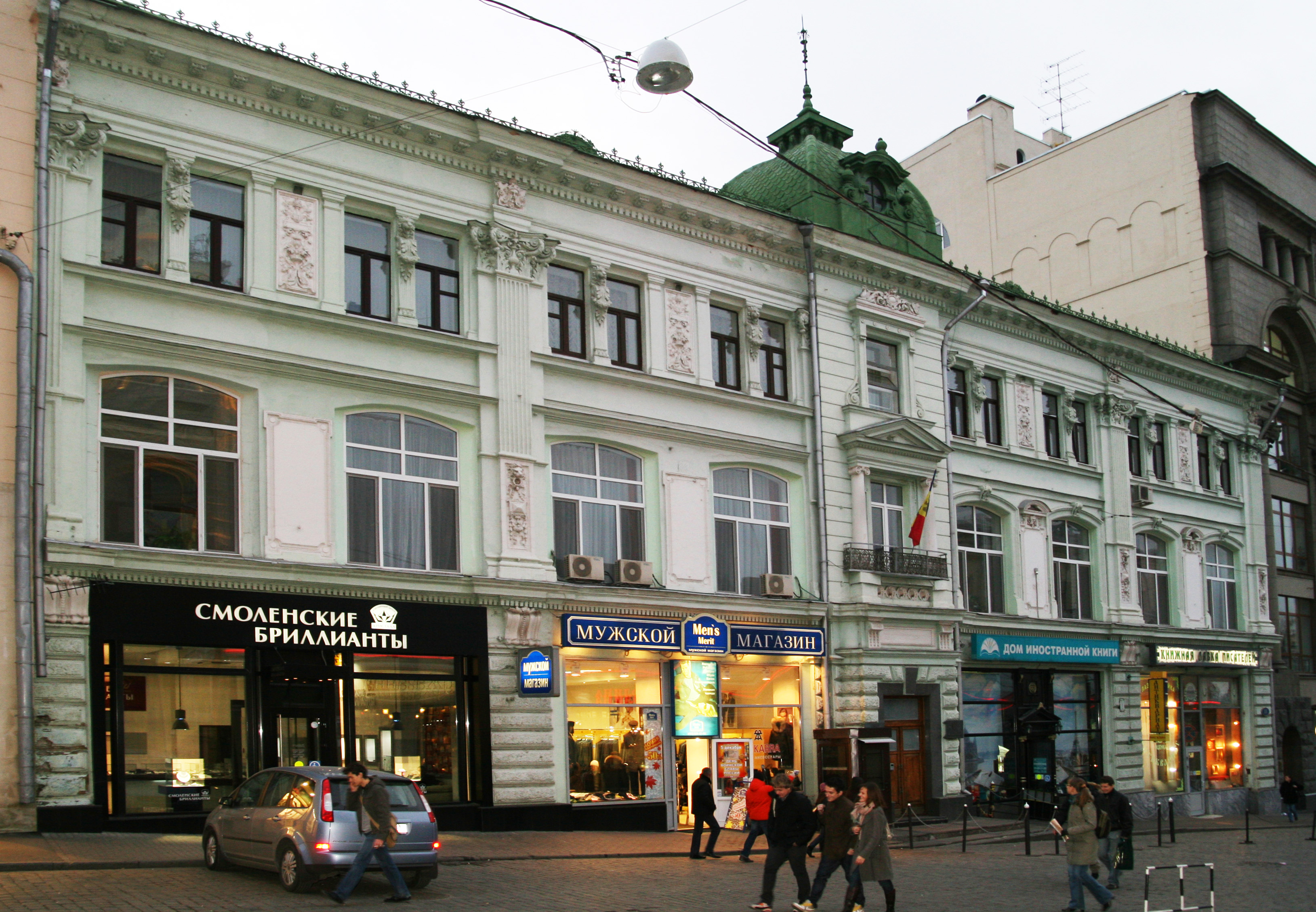
Botschaft Moldaus in Moskau

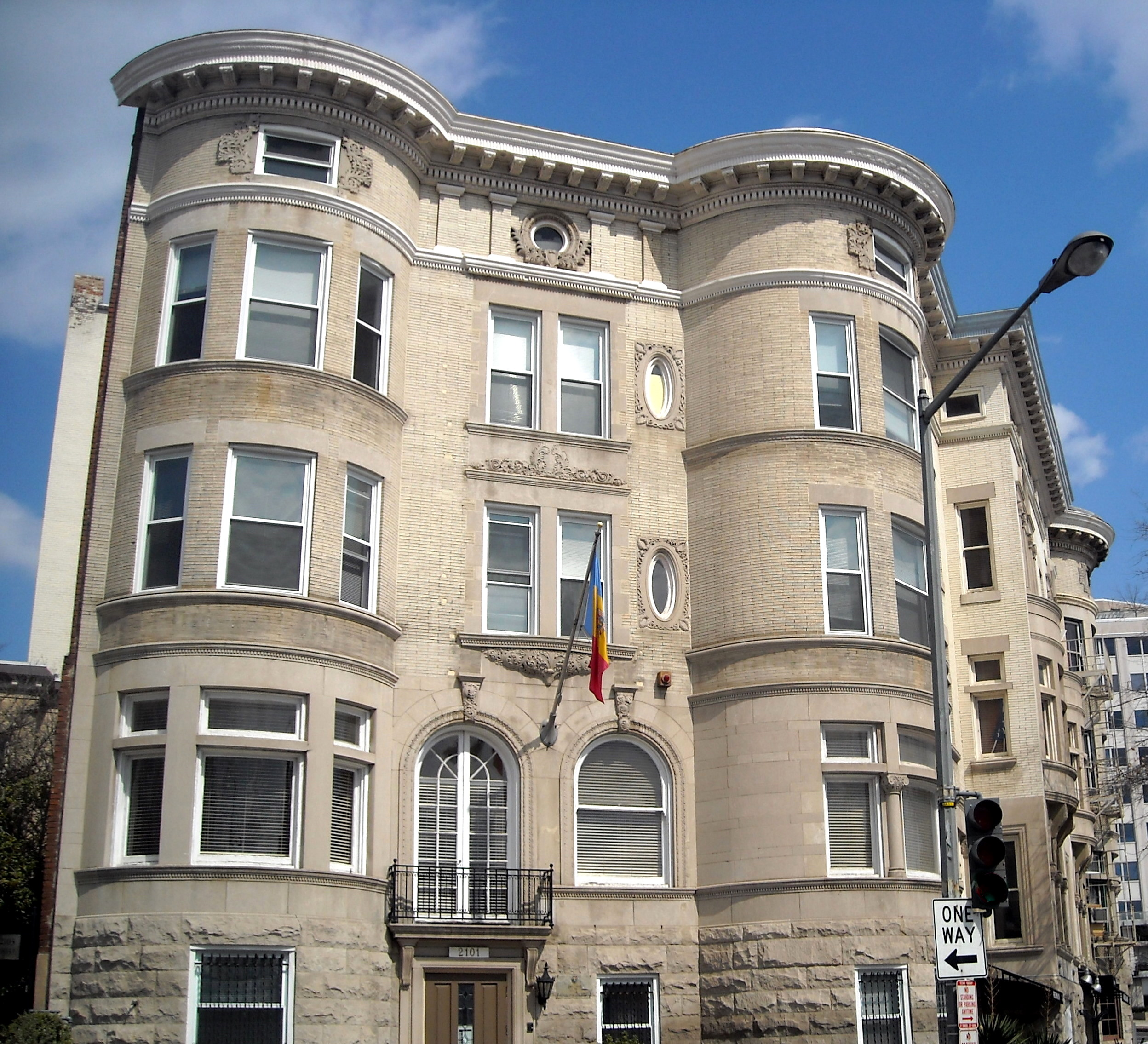
Botschaft Moldaus in Washington, D.C.

### Asien
| - Aserbaidschan: Baku, Botschaft - Volksrepublik China: Peking, Botschaft | - Israel: Tel Aviv, Botschaft - Katar: Doha, Botschaft - Türkei: Ankara, Botschaft |

### Europa
| - Belgien: Brüssel, Botschaft - Bulgarien: Sofia, Botschaft - Deutschland: Berlin, Botschaft - Deutschland: Frankfurt, Generalkonsulat - Estland: Tallinn, Botschaft - Frankreich: Paris, Botschaft - Griechenland: Athen, Botschaft - Italien: Rom, Botschaft - Italien: Mailand, Generalkonsulat - Lettland: Riga, Botschaft - Litauen: Vilnius, Botschaft - Niederlande: Den Haag, Botschaft - Österreich: Wien, Botschaft | - Polen: Warschau, Botschaft - Portugal: Lissabon, Botschaft - Rumänien: Bukarest, Botschaft - Rumänien: Iași, Generalkonsulat - Russland: Moskau, Botschaft - Schweden: Stockholm, Botschaft - Spanien: Madrid, Botschaft - Tschechien: Prag, Botschaft - Ukraine: Kiew, Botschaft - Ukraine: Odessa, Generalkonsulat - Ungarn: Budapest, Botschaft - Vereinigtes Königreich: London, Botschaft - Belarus: Minsk, Botschaft |

### Nordamerika
- Kanada: Ottawa, Botschaft
- Vereinigte Staaten: Washington, D.C., Botschaft

## Vertretungen bei internationalen Organisationen
- Europäische Union: Brüssel, Vertretung
- Europarat: Straßburg, Delegation
- Vereinte Nationen: New York, Delegation
- Vereinte Nationen: Genf, Delegation
- Organisation für Sicherheit und Zusammenarbeit in Europa (OSZE): Wien, Delegation